# Funisciurus isabella
Funisciurus isabella là một loài động vật có vú trong họ Sóc, bộ Gặm nhấm. Loài này được Gray mô tả năm 1862.
Môi trường sống tự nhiên của loài này là rừng lá rộng ẩm nhiệt đới và cận nhiệt đới và rừng ẩm ướt nhiệt đới hoặc cận nhiệt đới. Đây là một loài phổ biến với phạm vi rộng và Liên minh Bảo tồn Thiên nhiên Quốc tế đã đánh giá loài này là "loài ít quan tâm".

## Phân bố
Loài này có 2 phân loài, chúng được tìm thấy ở Cameroon, Cộng hòa Trung Phi, Cộng hòa Congo, Guinea Xích Đạo, và Gabon.
- F. i. isabella
- F. i. dubosti

## Phân loại
Loài sóc này được mô tả lần đầu tiên vào năm 1862 bởi nhà động vật học người Anh John Edward Gray, mẫu vật được thu thập từ 2.000 m (7.000 ft) trên mực nước biển trên núi Cameroon. Ông đặt cho nó cái tên Sciurus isabella, tên gọi cụ thể "isabella" vinh danh Isabel Burton, vợ của nhà thám hiểm và nhà ngoại giao Sir Richard Burton, lúc đó là lãnh sự Anh tại Fernando Po. Loài này sau đó đã được kết hợp thành chi Funisciurus, đặt tên nhị thức là hình thức hiện được chấp nhận, Funisciurus isabella.

## Mô tả
Loài sóc này là một loài sóc khá nhỏ phát triển đến chiều dài đầu và thân khoảng 154 mm (6 in) với cái đuôi thon dài khoảng 160 mm (6,3 in), con đực có xu hướng lớn hơn con cái một chút. Lông lưng có màu nâu xám, những sợi lông riêng lẻ có trục đen và chóp lông. Có hai dải màu đen chạy dọc theo mỗi bên của con vật, một từ tai đến đuôi và thứ hai từ vai đến mông. Giữa các sọc, lông có màu nâu da bò. Lông bụng có màu xám, những sợi lông riêng lẻ có trục màu xám và chóp màu trắng. Đuôi được phủ trong những sợi lông dài có chân đế, trục đen và đầu mút mờ. Loài sóc Funisciurus lemniscatus có ngoại hình tương tự nhưng khác ở chỗ có bộ lông màu nâu sẫm dọc theo cột sống, và lông màu vàng nhạt hơn giữa các sọc bên.